# Hapalemur meridionalis
Hapalemur meridionalis es una especie de primate estrepsirrino de la familia Lemuridae endémica del sur de Madagascar, cerca de Tôlanaro. Inicialmente fue propuesto como una subespecie del lémur gris del bambú (Hapalemur griseus), pues son de tamaños similares. Sin embargo, H. meridionalis tiene un pelaje más rojo y oscuro, una cola más corta y diferentes vocalizaciones. La especie vive en las cercanías de Mandena, y se cree que habita las tierras bajas húmedas y los bosques montañosos. Actualmente, se ha clasificado en estado vulnerable de conservación.
Su clasificación como una especie separada de Hapalemur griseus ha sido apoyada con estudios comparativos del ADN mitocondrial de ambas especies.